# Donald Cameron of Lochiel
Donald Cameron of Lochiel (ur. 5 kwietnia 1835 w Achnacarry, zm. 30 listopada 1905 w tamże) – XXIV Naczelnik Klanu Cameronów, szkocki magnat i polityk, głowa jednego z najpotężniejszych i najbardziej wpływowych rodów na szkockich Wyżynach. Był synem Donalda Camerona of Lochiel, XXIII Naczelnika, i lady Vere Catherine Louisy Hobart, córki George’a Vere’a Hobarta.

## Życiorys
Wzorem swojego ojca kształcił się w londyńskiej Harrow School. Później wstąpił do służby dyplomatycznej. W 1857 r. był Pierwszym attaché podczas misji lorda Elgina w Chinach. Później był attaché ambasady brytyjskiej w Berlinie. Po śmierci ojca w 1859 r. został kolejnym Naczelnikiem Klanu Cameronów. Parę lat później zrezygnował ze służby w dyplomacji i zamieszkał w Achncarry, które zostało jego stałą siedzibą.
W 1868 r. został członkiem Izby Gmin z okręgu Inverness-shire, z ramienia Partii Konserwatywnej, i był nim przez następne 17 lat. Sprawował również funkcję Sędziego Pokoju (Justice of the Peace, JP) dla Argyllshire i Buckinghamshire. Był ponadto Lordem Namiestnikiem Inverness-shire w latach 1887–1905.
W 1873 r. witał królową Wiktorię podczas jej wizyty w Lothian (była to pierwsza wizyta brytyjskiego monarchy w Lothian).
Był wielkim posiadaczem ziemskim, właścicielem jednej z największych w kraju hodowli owiec. Był również członkiem wielu organizacji min. Napier Association (od 1883 r.) i Deer Forest Commision (od 1894 r.). Udzielał się również w kręgach kulturalnych. W 1884 r. został przewodniczącym Gaelic Society of Inverness, zaś w 1889 r. założył Clan Cameron Association, której został honorowym przewodniczącym. Stowarzyszenie Klanu Cameronów istnieje do dziś.
Cameron był zwolennikiem służby mieszkańców Wyżyn w brytyjskiej armii. Służbę wojskową odbyli wszyscy czterej jego synowie.
9 grudnia 1875 r. w Dalkeith poślubił lady Margaret Elizabeth Montagu-Douglas-Scott (10 października 1846 – 5 lutego 1918), córkę Waltera Montagu-Douglasa-Scotta, 5. księcia Buccleuch, i lady Charlotte Anne Thynne, córki 2. markiza Bath. Donald i Margaret mieli razem czterech synów:
- Donald Walter Cameron of Lochiel (4 listopada 1876 – 11 października 1951), XXV Naczelnik Klanu Cameronów
- major Ewen Charles Cameron (18 lutego 1878 – 21 marca 1958), nie ożenił się i nie miał dzieci
- kapitan Allan George Cameron (27 lipca 1880 – 26 września 1914), zginął podczas I wojny światowej, ożenił się z Hester Vere Fraser-Tytler i miał dzieci
- Archibald Cameron (5 stycznia 1886 – 3 maja 1917), zginął podczas walk pod Arras

Pomnik Donalda Camerona w pełnym stroju szkockich górali stoi obecnie w Fort William w The Parade.